# Hypoatherina ovalaua
Hypoatherina ovalaua és una espècie de peix pertanyent a la família dels aterínids.

## Descripció
- Pot arribar a fer 7,8 cm de llargària màxima.
- 5-7 espines i 9-10 radis tous a l'aleta dorsal i 1 espina i 7-10 radis tous a l'anal.
- 22-25 branquiespines.[6][7]

## Depredadors
A les illes Marshall és depredat per Saurida gracilis i Strongylura incisa.

## Hàbitat
És un peix marí, associat als esculls i de clima tropical (16°N-23°S) que viu entre 0-5 m de fondària.

## Distribució geogràfica
Es troba al Pacífic occidental central: des de Sumatra fins al nord de les illes Cook, les illes Filipines, les illes Carolines, les illes Marshall i Fiji.

## Observacions
És inofensiu per als humans i emprat com a esquer en la pesca de la tonyina.